# Serviès-en-Val
Serviès-en-Val è un comune francese di 234 abitanti situato nel dipartimento dell'Aude nella regione dell'Occitania.

## Società

### Evoluzione demografica
Abitanti censiti